# Kinnhalter

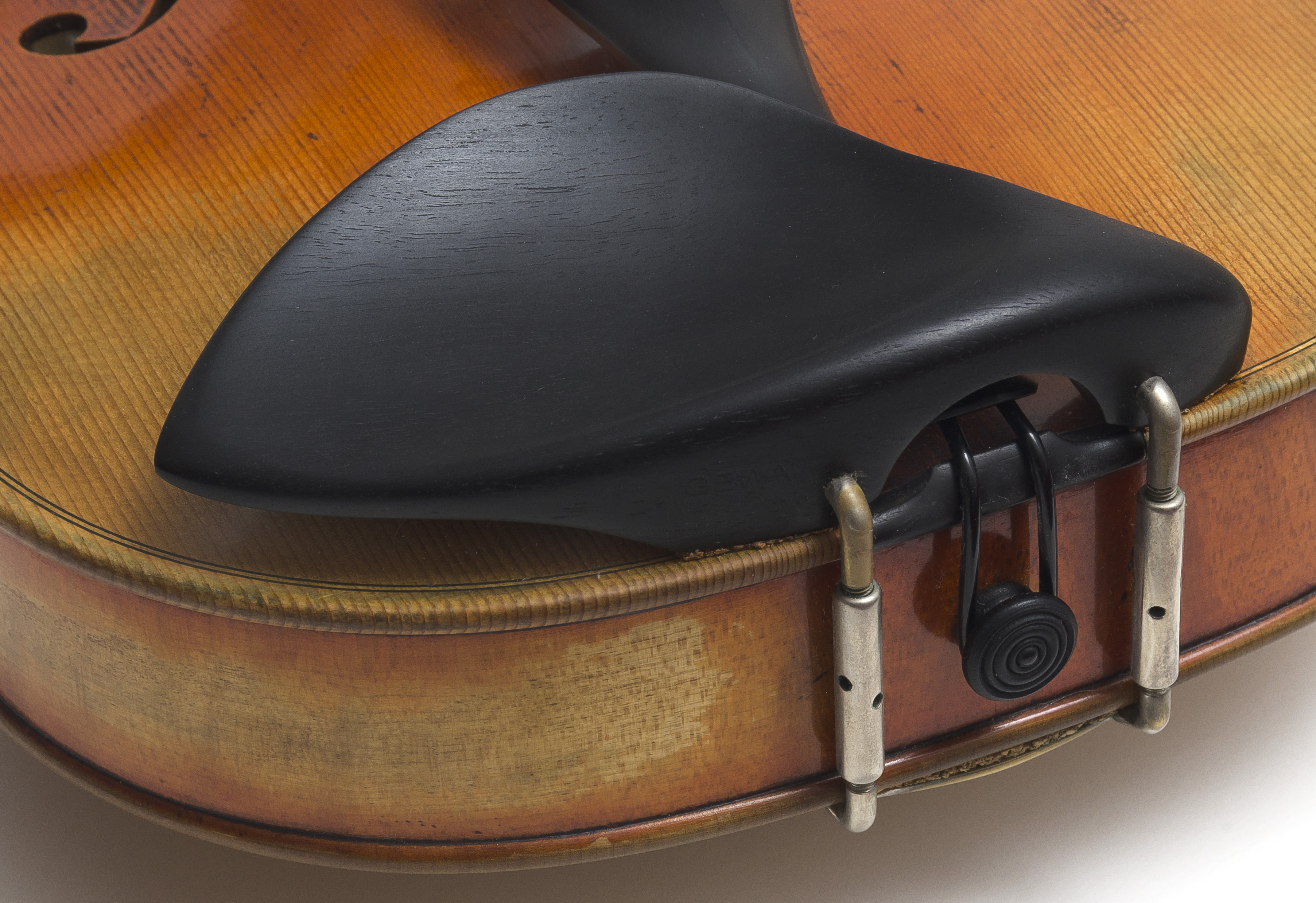
Kinnhalter (Modell „Guarneri“) an einer Violine

Der Kinnhalter ist ein meist aus Ebenholz oder Kunststoff, aber auch Palisander, Buchsbaum oder Ahorn gefertigter und unterschiedlich konkaver Aufsatz bei Violinen und Violen, der es dem Spieler erlaubt, das Instrument mittels Kinn- und Schulterdruck sicher und bequem zu halten, ohne dass die Klangentfaltung durch Berühren der Decke des Instruments beeinträchtigt wird.
Der Kinnhalter wird an der Oberseite des Instruments, meist nach links über oder neben dem Saitenhalter versetzt, mittels einer Zugfeder- oder Hülsenschraubvorrichtung angebracht und heute in der Regel in Kombination mit einer Schulterstütze verwendet. Bei linkshändischen Spielern kann die Befestigung seitenverkehrt erfolgen.
Aufgrund der individuellen Ausformung des menschlichen Kinns und Kieferknochens werden unterschiedlich geformte, sehr flache bis stark vertiefte Formen („Teller“), zudem anhängig von der Größe des jeweiligen Instruments, von 1/8 bis 4/4 hergestellt.
Louis Spohr erfand den Kinnhalter um 1820, hauptsächlich um den Klang der Instrumente zu verbessern. Schweißspuren belegen, dass die Musiker zu der Zeit ihr Kinn frei auflegten oder sich mit Tüchern oder Kissen behalfen, die sie über Zarge und knapp über Decke und Boden der Instrumente legten. Dadurch wurde der Klang jedoch stumpf. Kinnhalter berühren durch ihre seitliche Befestigung am Scheitel der Zarge weder Decke noch Boden des Instruments, sodass sich der Klang frei entfalten kann.

## Einzelnachweis
1. ↑  Karl Traugott Goldbach: Louis Spohr und der Kinnhalter. In: Die Musikforschung 68. Jahrgang, Heft 2, 2015, S. 123–135 JSTOR:24761520